# Mølholm (Vejle)
 For alternative betydninger, se Mølholm. (Se også artikler, som begynder med Mølholm)
Mølholm er en bydel i Vejle, men er oprindeligt et villakvarter i landsognet Vinding syd for byen. Et medlem af slægten Brummer på Vinding Højskole begyndte at bygge villaer på skrænterne, hvor Mølholmsdalen udmunder i Vejle Ådal. Kvarteret udviklede sig efterhånden til en forstad, der nede i Vejle blev betragtet som et skattely. Blandt Mølholms kendte beboere i de første årtier var folkemindesamleren Evald Tang Kristensen og forfatteren Anton Berntsen.
Mølholm blev først lagt til Vejle i 1970. Stedet er desuden kendt for sine smukke villaer og sin kirke fra 1952 ved arkitekt Holger Mundt, Sønderborg.
- Mølholm kirke